# Gemma (mineralogia)

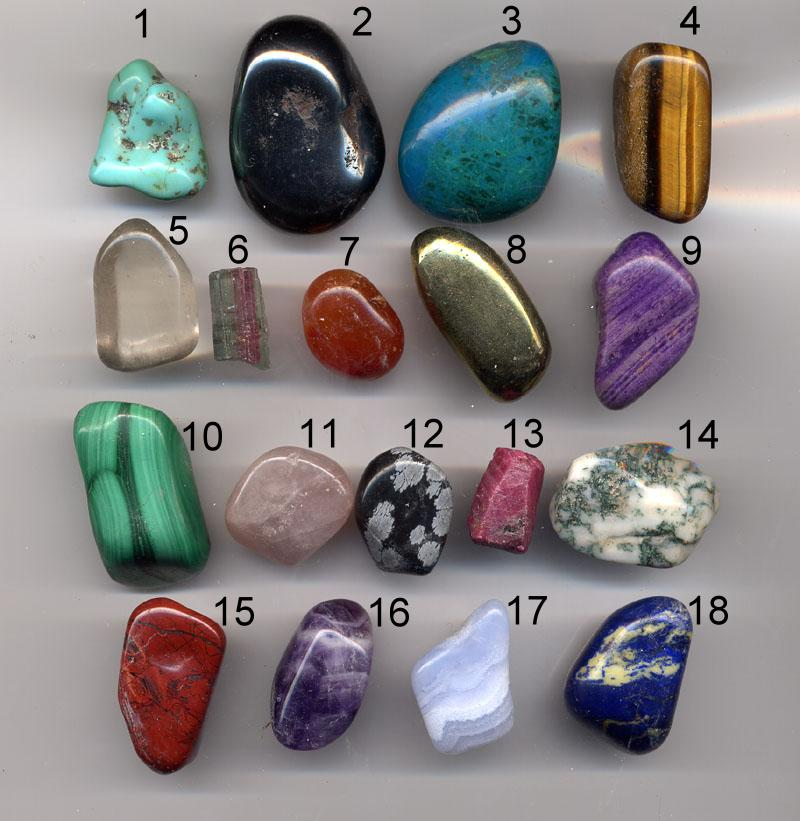
Alcune gemme:
1) turchese 2) ematite 3) crisocolla 4) occhio di tigre
5) quarzo 6) tormalina 7) corniola 8) pirite 9) sugilite
10) malachite 11) quarzo rosa 12) ossidiana "fiocchi di neve" 13) rubino 14) agata muschiata
15) diaspro 16) ametista 17) calcedonio 18) lapislazzuli

Una gemma, nella mineralogia, indica un insieme di materiali di diversa origine (anche se la grande maggioranza è costituita da minerali), che a causa della loro specifica lucentezza, colore, trasparenza e brillantezza, oltre che per la loro rarità, assumono un elevato valore economico.

## Descrizione generale
Rientrano nella categoria tutte quelle specie e varietà minerali (oltre ad alcune rocce e alcuni materiali di origine vegetale o animale) che sono suscettibili di essere lavorate tramite taglio o lucidatura per accrescerne l'estetica e, conseguentemente, il pregio. Le gemme sono state in passato soprattutto utilizzate in lavori di gioielleria.
La preziosità di queste pietre è determinata dalla loro purezza e dall'intensità del loro colore oltre che dalla loro rarità.
Sono considerate gemme anche l'avorio, il corallo e le perle, che sono di origine animale, così come l'ambra e il giaietto, che sono di origine vegetale.
Benché sia ancora comunemente usato, il termine pietre preziose ha poco significato poiché in pratica il valore commerciale di una gemma dipende essenzialmente dalle sue qualità ottiche (principalmente la limpidezza e il colore) e dalla lavorazione piuttosto che dalla appartenenza a specifiche specie minerali più o meno preziose.

## Gemme di colore
Con questo termine si indicano tutte le gemme ad esclusione di: diamante, se si parla di pietre preziose; moissanite, zirconi, quarzi bianchi, cristallo di rocca, ecc. se si parla invece di pietre semipreziose.

## Gemme incolori
Le gemme che sono totalmente incolori oppure che comprendono varietà prive di colore sono, oltre al diamante, la danburite, la goshenite, la petalite, nonché quarzi, zaffiri, topazi e zirconi bianchi. Altre pietre incolori meno note sono: l'anglesite, l'aragonite, l'howlite, la phenakite e la kunzite bianca.

## Tipi di lavorazioni
A seconda delle caratteristiche ottiche e cromatiche oltre che della durezza del materiale, si possono realizzare tagli a facce piane (i tagli propriamente detti) oppure lavorazioni a cabochon, caratterizzate dall'avere superfici curve, lisce e convesse.
I tagli a facce piane sono prevalentemente utilizzati per le gemme trasparenti, mentre i tagli a cabochon di solito per le gemme opache, ma non è una regola fissa. Il taglio a cabochon inoltre permette la messa in mostra di alcuni fenomeni di rifrazione della luce, caratteristici di alcune gemme, come l'adularescenza, l'opalescenza, il gatteggiamento e l'asterismo.

### Tipi di tagli e forme di taglio
Esistono numerosi tipi di taglio e, in particolare per i diamanti che già contano circa 40 differenti tagli, ne vengono tuttora creati di nuovi. A seconda delle caratteristiche della pietra si sceglie un taglio che ne esalti determinate qualità, che possono essere il colore o la dispersione cromatica.

Con il passare del tempo, i tipi di taglio sono stati perfezionati aumentando il numero di faccette e la precisione del taglio in modo da esaltare maggiormente la brillantezza della pietra.
Fra i principali tagli abbiamo
| taglio a brillante                           | classico per il diamante, comprende almeno 32 faccette sulla corona e almeno 24 sul padiglione |
| huit-huit                                    | usato per diamanti molto piccoli, ha 8 faccette sulla corona e 8 sul padiglione                |
| a rosa, a mezza rosa (detto anche a rosetta) | taglio a faccette, senza tavola né padiglione                                                  |
| a gradini                                    | taglio a faccette a spigoli paralleli, digradanti                                              |
| a forbice                                    | un particolare taglio a gradini                                                                |
| Ceylon                                       | caratterizzato da elevato numero di faccette, non sempre regolare                              |
| a smeraldo                                   | taglio a gradini ottagonale                                                                    |
| a tavola                                     | con tavola ampia e corona sottile, si usa per sigilli od anelli da uomo                        |

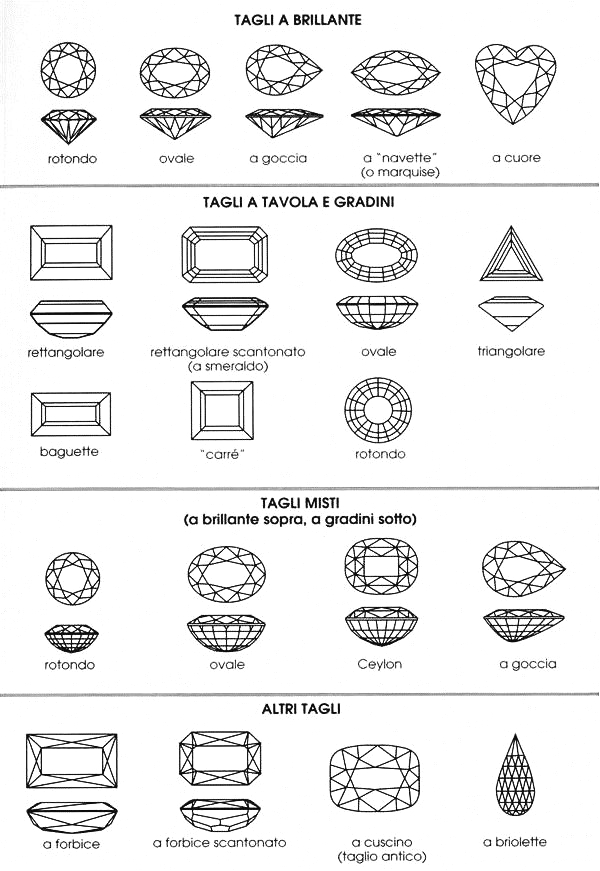
Tipi di taglio e di forma

Dal punto di vista della forma, le pietre possono essere tagliate in forme diverse particolarmente (o tradizionalmente) adatte a gemme specifiche.
Fra le forme più note abbiamo:
| carré o quadrato       | tradizionalmente molto usato per il topazio                                     |
| a baguette             | rettangolare allungato                                                          |
| a marquise o a navette | ovali, allungati ed appuntiti                                                   |
| a goccia               | in forma di goccia, piuttosto piatto                                            |
| a briolette            | a forma di pera, perfettamente simmetrico su tutti i lati, più o meno allungato |

oltre a tagli di fantasia (detti anche fancy, a forma di cuore, a stemma etc.) e ad altri tagli di forme particolari: francese, antico, ovale, a sfera, triangolare o trilliant.

## Materiali più usati

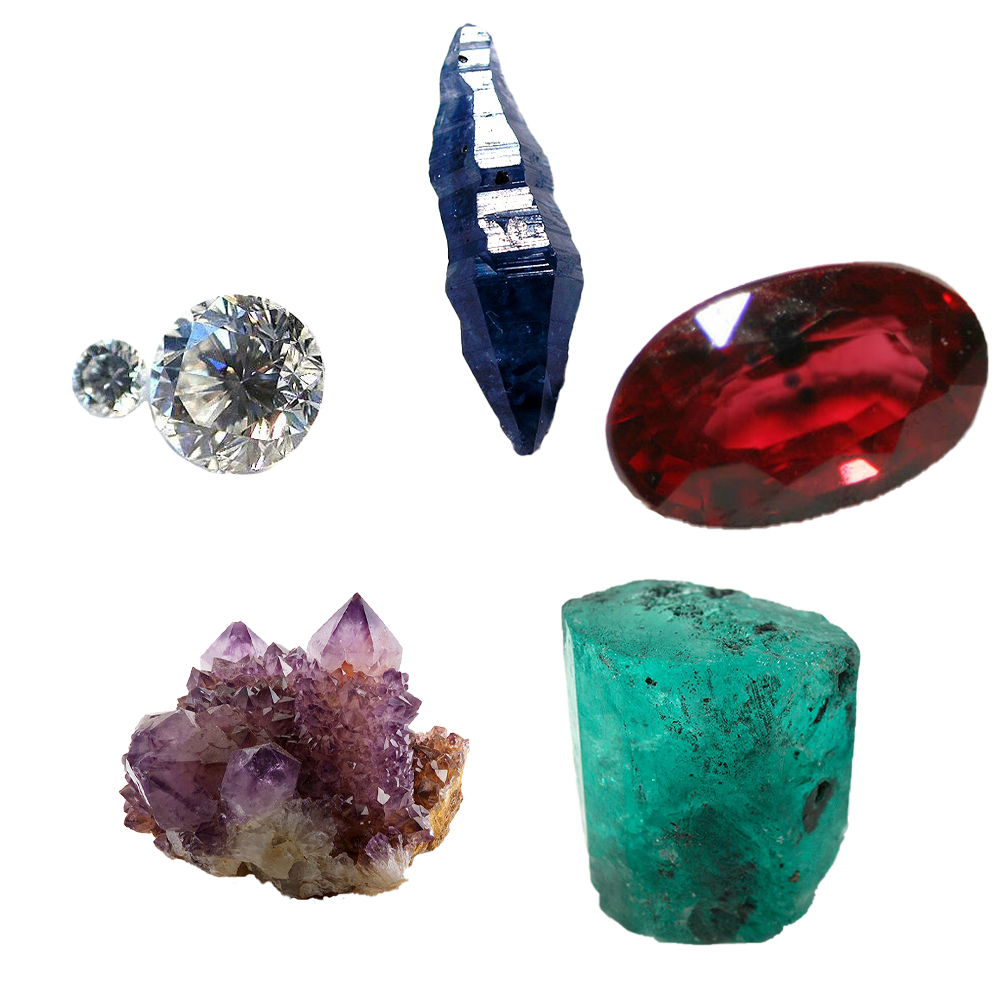
Le cinque gemme cardinali dell'antichità (in ordine di lettura): diamante, zaffiro, rubino, berillo, ametista.

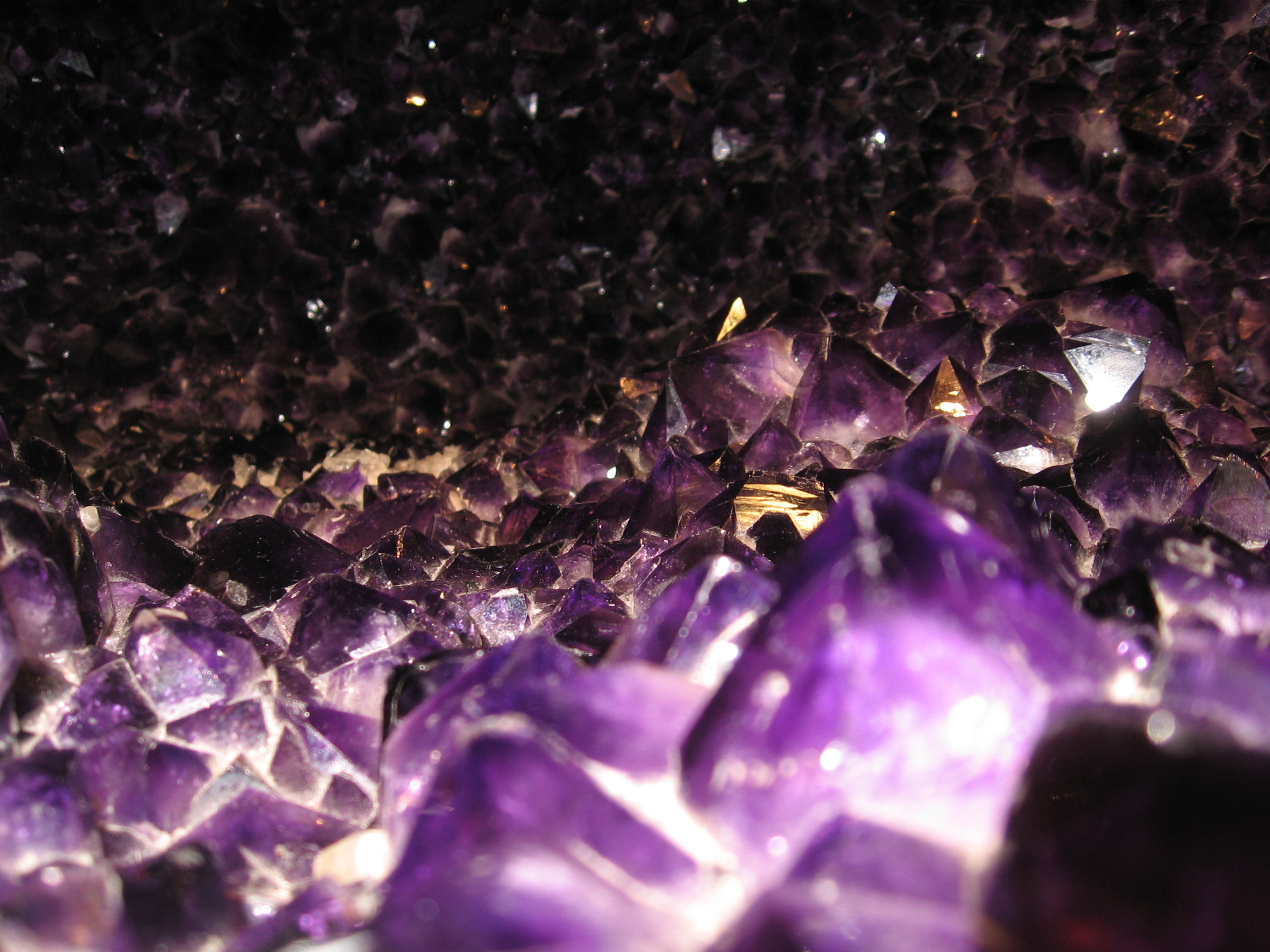
Interno di una drusa di quarzo ametista.

Benché la gran maggioranza delle gemme venga realizzata con minerali e rocce, sono comunemente usati anche materiali di origine biologica (provenienti dal mondo vegetale o dal regno animale).
La seguente tabella riporta le più note specie e varietà di minerali suscettibili di taglio.
| denominazione comune      | indica:                                                              |  |
| ------------------------- | -------------------------------------------------------------------- |  |
| acquamarina               | varietà azzurra, trasparente di berillo                              |  |
| adularia o pietra di luna | varietà di ortoclasio                                                |  |
| agata                     | varietà di calcedonio                                                |  |
| alessandrite              | varietà rosso/verde cangiante di crisoberillo                        |  |
| ametista                  | varietà viola di quarzo                                              |  |
| anidrite                  | solfato di calcio                                                    |  |
| corniola                  | varietà arancione di calcedonio                                      |  |
| crisoprasio               | varietà verde mela di calcedonio                                     |  |
| cristallo di rocca        | sinonimo di quarzo ialino                                            |  |
| diamante                  | carbonio puro, cristallizzato nel gruppo monometrico, sistema cubico |  |
| eliodoro                  | varietà giallo-oro, trasparente di berillo                           |  |
| eliotropio                | varietà di calcedonio                                                |  |
| giada                     | pietra appartenente ai silicati, fatta di giadeite o nefrite         |  |
| almandino, piropo         | minerali del gruppo del granato                                      |  |
| iolite                    | sinonimo di cordierite                                               |  |
| labradorite               | varietà di anortite                                                  |  |
| lapislazzuli              | roccia con elevata concentrazione di lazurite                        |  |
| onice                     | varietà di calcedonio                                                |  |
| opale                     | minerale colloidale amorfo                                           |  |
| citrino                   | varietà gialla, trasparente di quarzo                                |  |
| rodocrosite               | minerale del gruppo della calcite                                    |  |
| rubino                    | corindone rosso                                                      |  |
| smeraldo                  | varietà verde, trasparente di berillo                                |  |
| spinello                  | minerale del gruppo degli spinelli                                   |  |
| tanzanite                 | varietà blu-viola e pleocroica di zoisite                            |  |
| topazio                   | silicato di alluminio e fluoro                                       |  |
| tormalina                 | ciclosilicato                                                        |  |
| tsavorite                 | varietà verde di grossularia                                         |  |
| turchese                  | fosfato di rame e alluminio                                          |  |
| zaffiro                   | varietà blu di corindone                                             |  |
| zircone                   | nesosilicato                                                         |  |
Altri materiali frequentemente utilizzati in gemmologia sono i seguenti:
| alabastro          | termine usato sia per quello calcareo che quello anidritico-gessoso        |
| ambra              | resina fossile                                                             |
| avorio             | materiale costituente zanne e denti di animali (anche di resti fossili)    |
| coralli            | ramificazioni calcaree di colonie di polipi (origine animale)              |
| diorite orbicolare |                                                                            |
| giaietto           | carbone bituminoso relativamente duro, adatto ad essere lucidato           |
| legno fossile      | legno fossile silicizzato, adatto ad essere lucidato con effetti cromatici |
| moldavite          | vetro meteorico (tectite)                                                  |
| ossidiana          | vetro vulcanico                                                            |
| perle              | madreperla prodotta da molluschi                                           |

### Gemme da collezione
A livello amatoriale, numerose specie minerali possono essere tagliate e lavorate con ottimi risultati pur non rientrando fra le pietre normalmente commercializzate in gioielleria.
Possono infatti essere lavorati campioni che presentino un buon colore ed una buona limpidezza, unite ad una durezza sufficientemente alta.

## Imitazioni
Un'imitazione è un minerale che assomiglia a una gemma ma è di minore valore a causa soprattutto della sua modesta composizione e della sua maggiore abbondanza.
Il quarzo ad esempio è un materiale molto comune che costituisce il 12% della crosta terrestre, ma se assume colorazioni viola prende il nome di ametista, se giallo scuro può essere scambiato per topazio mentre le sue forme più trasparenti e incolore (ialini) sono state usate anche come imitazione del diamante.

## Gemme sintetiche
Fino alla fine del XIX secolo le paste vitree (opache, scoperte dagli antichi Egizi) e il vetro (trasparente) sono stati gli unici prodotti di sintesi umana usati in gioielleria al posto delle pietre naturali.
Le gemme sintetiche non sono imitazioni ma riproduzioni delle gemme naturali, rispetto alle quali differiscono per l'origine ma non per le proprietà chimico-fisiche. Il loro valore è ridotto in quanto la loro produzione può essere riproducibile su grande scala.

### Metodo Verneuil
La prima sintesi artificiale di una gemma avvenne ad opera del francese Auguste Verneuil che nel 1902 brevettò un metodo per la produzione artificiale di corindone rosso (rubino). il metodo consiste nel fondere una polvere finissima della stessa composizione della gemma che si vuole ottenere attraverso una fiamma di ossidrogeno a 2000 °C, che cade depositandosi più in basso su un portacampione freddo in costante rotazione. Il raffreddamento del materiale porta alla formazione del cristallo seppure in una forma inusuale in natura, quella di un bastoncello (detto boule) di pochi centimetri di diametro e 5–10 cm di lunghezza. Da allora lo sviluppo delle tecniche di sintesi è stato costante: il metodo di Verneuil fu ad esempio in seguito adattato allo spinello e nel 1947 al rutilo. 
Le gemme prodotte da boules sono riconoscibili anche dopo il taglio per le loro linee curve di accrescimento interne visibili al microscopio.

### Metodo Czochralski
Un altro metodo di sintesi è quello di Czochralski. In questo metodo la miscela dei componenti della gemma viene fusa in un crogiolo di platino e iridio sulla cui superficie viene fatto scendere un cristallo naturale o artificiale di un centimetro di lato. Questo viene poi lentamente sollevato in modo che per aderenza trascini con sé il materiale fuso. Quest'ultimo raffreddandosi mantiene la stessa orientazione del reticolo primitivo portando alla formazione di un monocristallo di dimensioni anche dell'ordine dei 10 cm di diametro e 40 cm di lunghezza. Il metodo è stato usato per produrre rubini, zaffiri e granati di terre rare.

### Metodo Kashan
Il metodo Kashan si basa sulla miscela dei componenti della gemma con un prodotto chimico a basso punto di fusione che non reagisce con questi ultimi, ma ne facilita il moto e quindi l'interazione con conseguente crescita dei cristalli. Una volta raffreddata la miscela il solvente libero viene eliminato tramite azione di opportuni acidi, eccetto quello rimasto intrappolato come bolla nel reticolo cristallino, responsabile dello scarto di fabbricazione. Si tratta del metodo di elezione per la produzione dei rubini usati in gioielleria, che arrivano anche fino a dieci carati di dimensione
Una variante del metodo è stata usata da Chatham per ottenere smeraldi e berilli da una miscela di ossidi di silicio, berillo e alluminio, addizionata con un 1-2% di ossido di cromo e dispersa in molibdato di litio che funge da solvente. Si ottengono aggregati anche fino a 1000 carati di peso, anche se a volte inquinati da inclusioni di fenacite (silicato di berillio).

### Metodo idrotermico
Creato nel 1905 dal torinese Giorgio Spezia per sintetizzare il quarzo, esso è propriamente un metodo di accrescimento ed ha subito numerose evoluzioni. Nel metodo la miscela di partenza è posta in un'autoclave riempita d'acqua dove, sottoposta ad altre pressioni, si omogeneizza. In cima all'autoclave, a temperatura leggermente più bassa del resto, si trovano appesi a gancetti di platino dei dischetti di minerale che si accrescono con lentezza, originando gemme di altissima qualità. Con metodi idrotermici il francese Gilson ha ottenuto opali, turchesi e smeraldi mentre nel caso della variante di Lechleitner i dischetti sono di berillio e la miscela a base di berillio, cromo e vanadio, produce nell'arco di un anno a 600-800 °C e 1200 atmosfere degli smeraldi di alta qualità.

## Gemme nella cultura di massa
La cantautrice francese Nolwenn Leroy è stata ispirata dalle gemme per il suo album del 2017 Gemme (Gemma) e il singolo con lo stesso nome.
Nella serie televisiva animata statunitense Steven Universe le Gemme rappresentano una vera e propria specie aliena sulla quale è basata l'intera trama, gli episodi e le avventure che il protagonista affronterà nel corso dell'intera serie.